# Nyjer Morgan
Nyjer Jamid Morgan (né le 2 juillet 1980 à San Francisco, Californie, États-Unis) est un voltigeur des Ligues majeures de baseball sous contrat avec les Indians de Cleveland.

## Biographie

### Débuts
Nyjer Morgan joue au baseball pour son lycée, la Moses Lake High School. 
Il est drafté le 2 juin 1998 par les Rockies du Colorado dès la fin de ses études secondaires. 
Morgan préfère repousser l'offre rejoint le Canada pour jouer au hockey sur glace. Joueur de bon niveau en hockey, il atteint le niveau des Major Junior level avec les Regina Pats de la Western Hockey League en 1999-2000. 
Il se consacre exclusivement au baseball à l'issue de cette saison. Il fréquente alors le Walla Walla Community College (2001 et 2002).

### Pirates de Pittsburgh
Drafté en 2003 par les Pirates de Pittsburgh, il évolue pendant quatre saisons au sein des clubs écoles des Pirates avant de débuter en ligue majeure le 1er septembre 2007.
Au départ de la saison 2009, il est titulaire du poste de champ gauche. Frappeur numéro un de Pirates, c'est lui qui a l'honneur d'inaugurer la saison au marbre pour Pittsburgh.

### Nationals de Washington

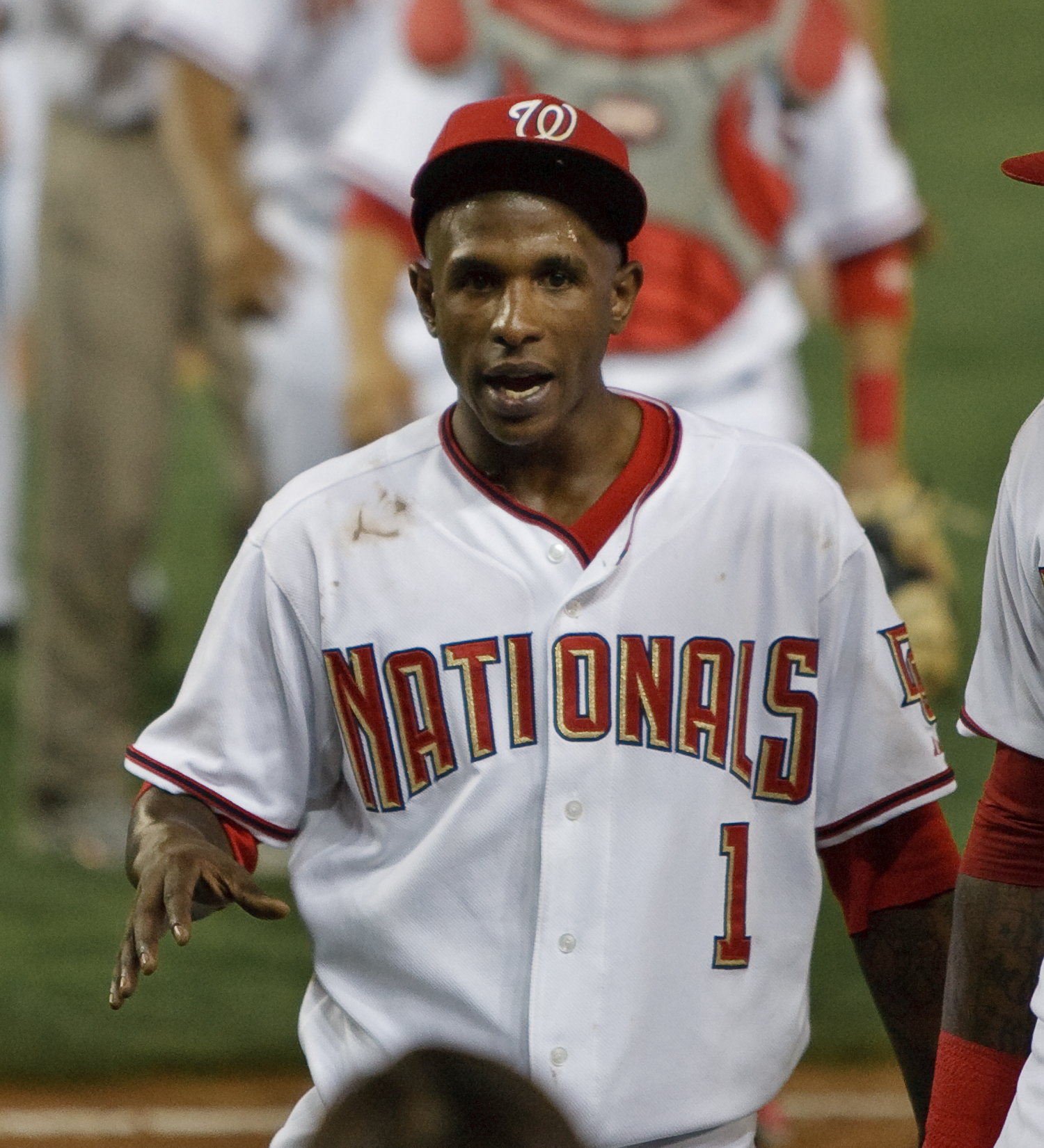
Morgan en 2009 avec Washington.

Le 30 juin 2009, Nyjer Morgan et le lanceur de relève Sean Burnett sont échangés aux Nationals de Washington en retour du voltigeur Lastings Milledge et du lanceur Joel Hanrahan. Il fait bien à son arrivée chez les Nationals, frappant pour une moyenne au bâton élevée de ,351 avec 24 buts volés en 31 tentatives au cours des 49 dernières parties de l'année. Il termine la saison 2009 avec une moyenne de ,307 et un sommet personnel de 42 buts volés en 120 matchs au total pour Pittsburgh et Washington.
Il frappe pour ,253 pour Washington en 136 parties en 2010 avec 34 vols de but.

### Brewers de Milwaukee
Le 27 mars 2011, les Nationals échangent Morgan aux Brewers de Milwaukee en retour du joueur d'avant-champ des ligues mineures Cutter Dykstra.
Morgan frappe pour ,304 en 2011 avec 61 points marqués, 37 points produits et 13 buts volés. Le 7 octobre, son coup sûr en 10e manche permet aux Brewers d'éliminer les Diamondbacks de l'Arizona dans la Série de divisions et de passer à leur première Série de championnat de la Ligue nationale depuis 1982.
Il connaît des séries éliminatoires sans histoire avec seulement 5 coups sûrs, dont deux doubles, en 28 présences au bâton, pour une moyenne de seulement ,179. Il produit 3 points et est retiré 11 fois sur des prises en 10 matchs éliminatoires.
Il fait suite à ces contre-performances d'après-saison par une décevante année 2012 : sa moyenne au bâton chute à ,239 en 122 parties jouées avec seulement 5 doubles, 3 triples, 3 circuits, 16 points produits, son plus bas total de points marqués en une saison entière (44) et 12 buts volés.

### Japon
En 2013, Morgan quitte les États-Unis et joue pour les Yokohama BayStars de la Ligue centrale du Japon. En 108 matchs pour Yokohama, il maintient une moyenne au bâton de ,294 et une moyenne de présence sur les buts de ,361 avec 109 coups sûrs, 11 circuits, 50 points produits et 3 buts volés.

### Indians de Cleveland
Le 16 janvier 2014, Morgan entreprend de réintégrer les Ligues majeures lorsqu'il signe un contrat des ligues mineures avec les Indians de Cleveland.